# Ex-Mattatoio de Rome
L'ancien Abattoir de Rome, ou Mattatoio Testaccio ou Campo Boario, est un ancien abattoir situé dans le Rione Testaccio dans le sud de Rome.

## Histoire
Il a été construit en 1888 et conçu par l'architecte italien Gioacchino Ersoch. En 1975, l'abattoir a été fermé. Dans les années 1976 à 2002, la vaste cour arrière d’une superficie de 105 000 mètres carrés a été utilisée comme salle de concert.
Par exemple, des musiciens de renommée internationale tels que Zucchero et Eric Clapton se sont produits sur le site en 1989.

## Usage actuel
Aujourd'hui, le bâtiment est utilisé pour des expositions comme antenne du Musée d'Art contemporain de Rome. Il s'agit en fait d'une annexe ouverte en 2003 et intitulée MACRo Future. Elle est composée de deux pavillons réaménagés de 1 000 m2 chacun dans les anciens abattoirs. Cette annexe présente des expositions temporaires de jeunes artistes internationaux en devenir.
La cour, avec ses 3 500 mètres carrés, est utilisée pour de plus petites manifestations culturelles.

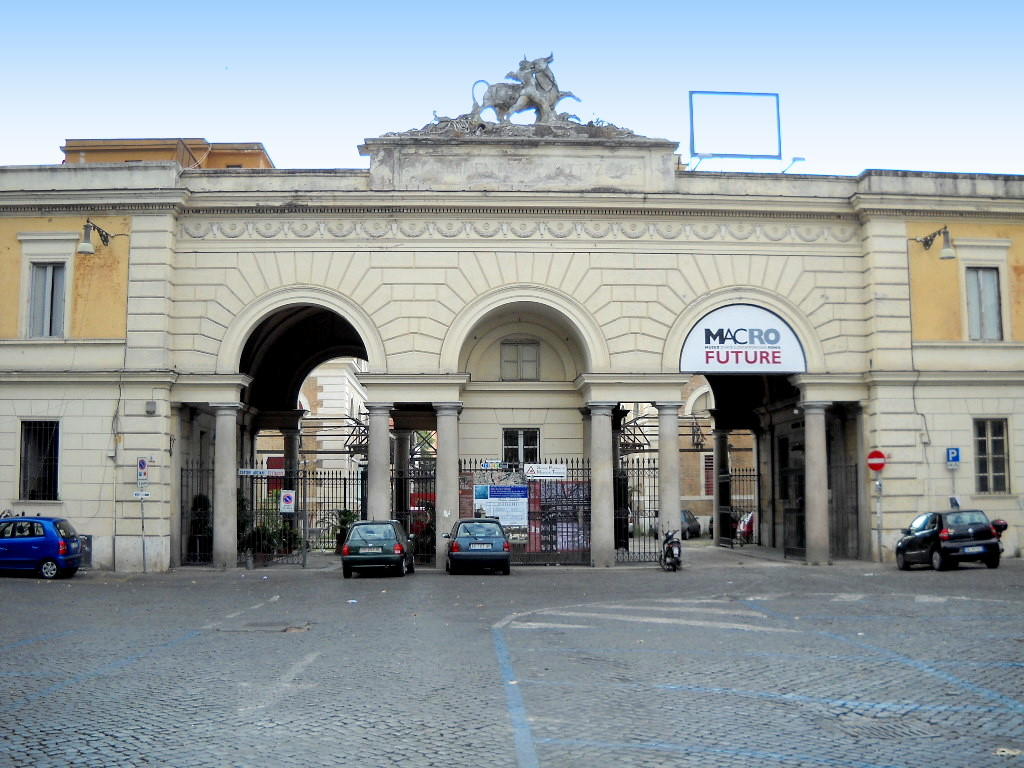
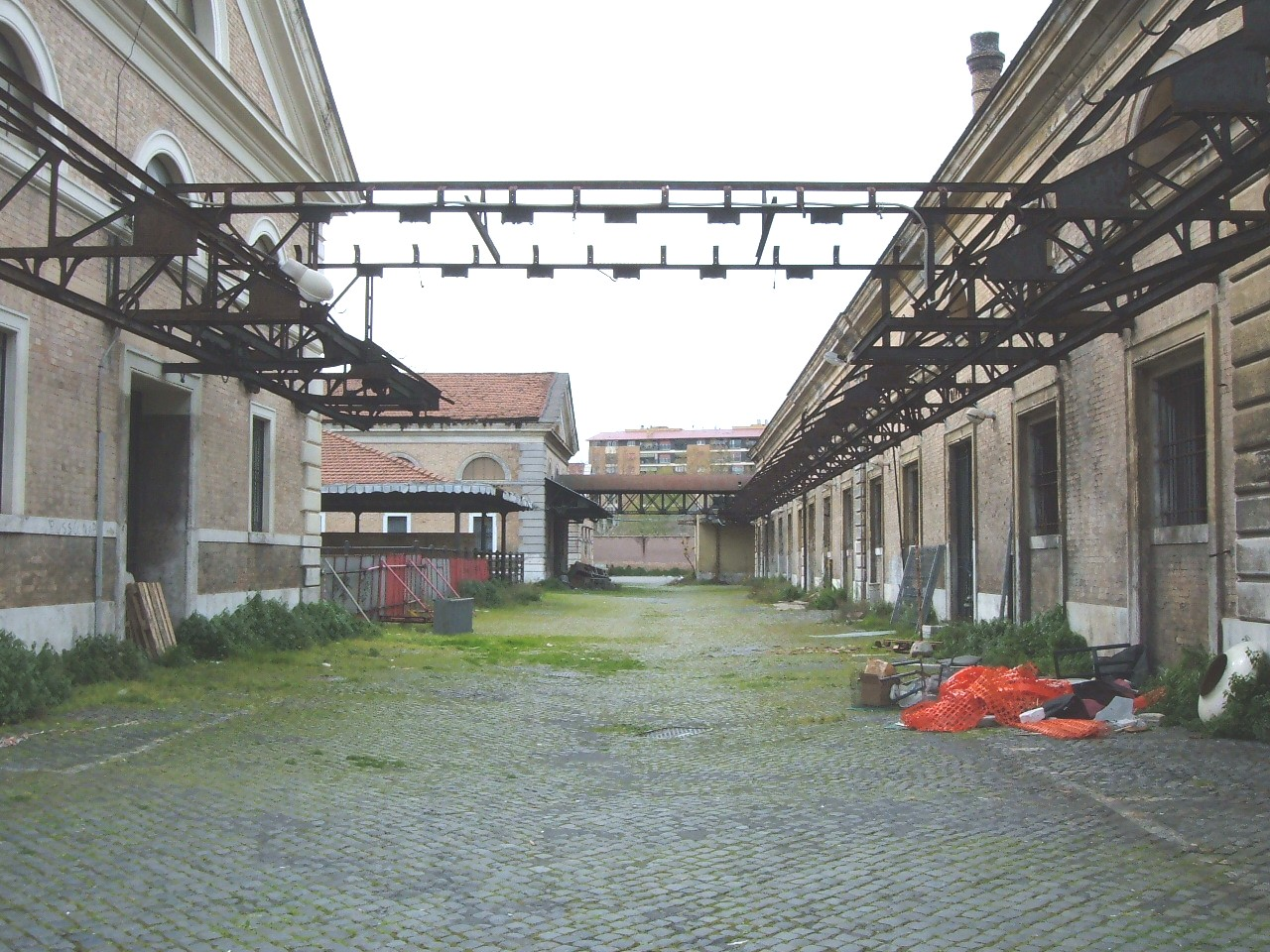
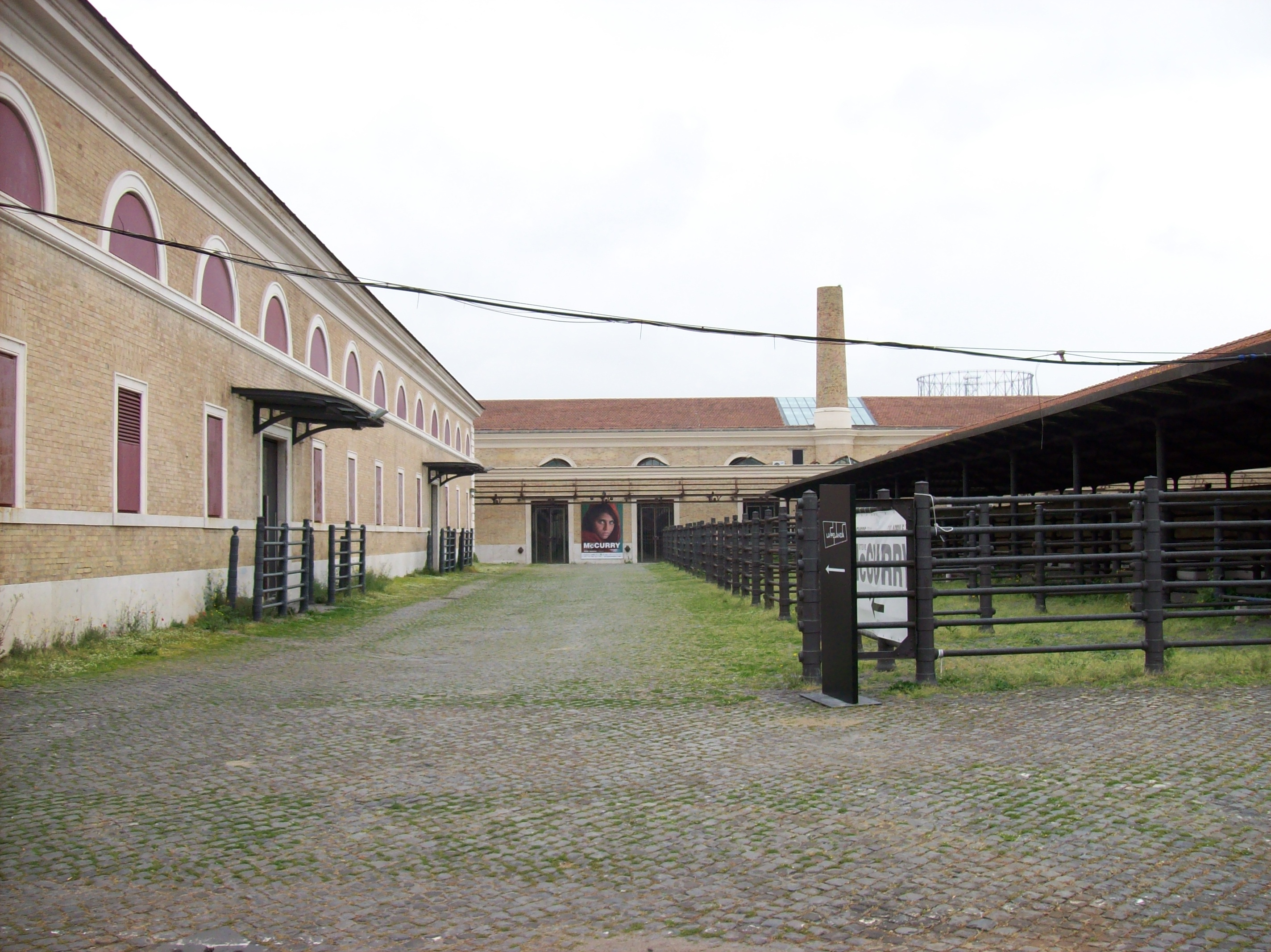
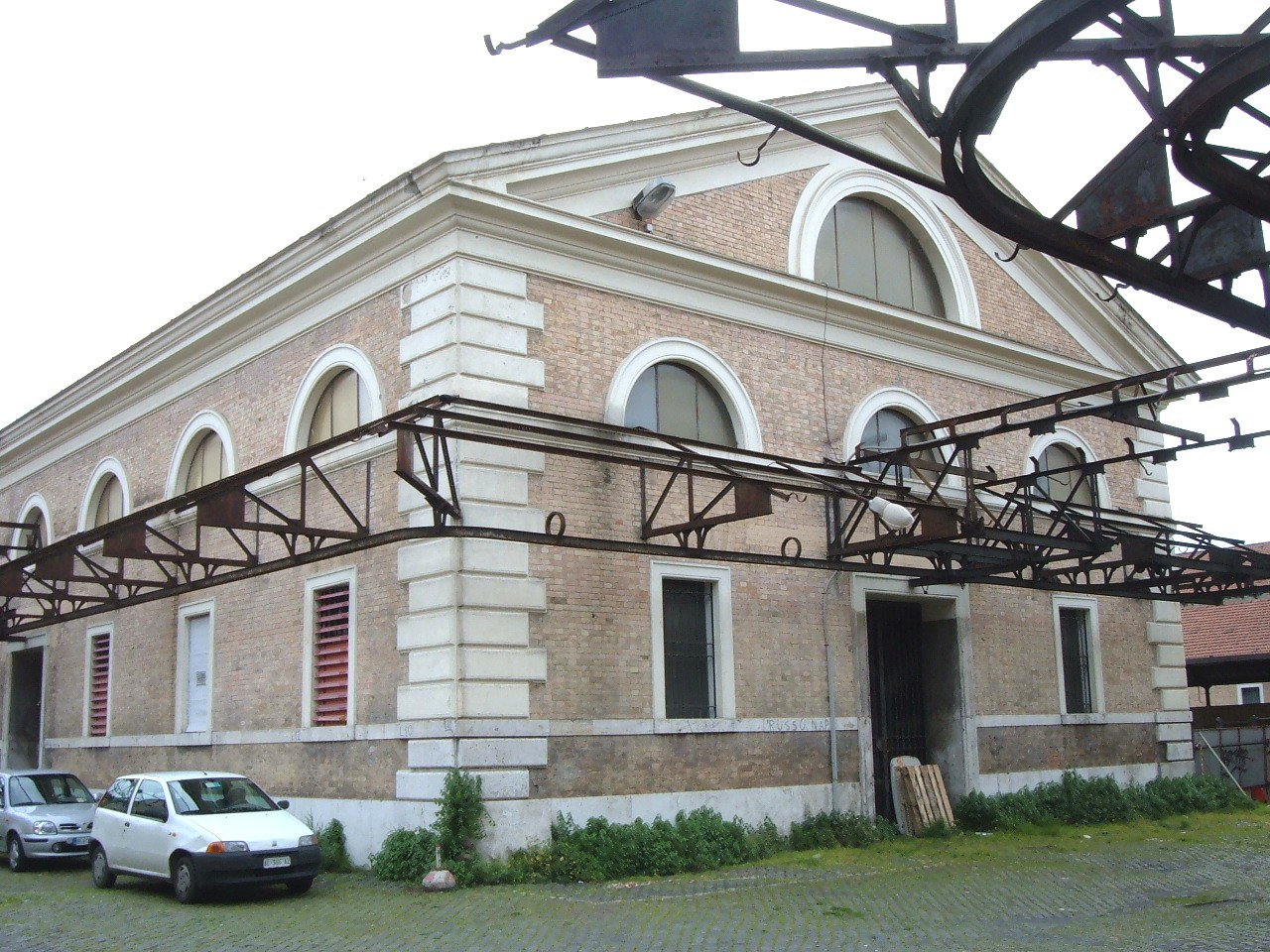

## Sources
- Photos et histoire du Mattatoio Testaccio. (it) « Foto e storia del Mattatoio Testaccio » (consulté le 13 avril 2016)
- Nouvelles salles de classe de la faculté d'architecture de Rome III, dans l'ancien abattoir du Testaccio. (it) « Nuove aule della facoltà di architettura Roma Tre nell'ex mattatoio di testaccio, Roma » (version du 23 janvier 2019 sur Internet Archive)
- Site officiel de la Città dell'Altra Economia. (it) « Sito ufficiale della Città dell'Altra Economia » (consulté le 13 avril 2016)
- Histoire de l'abattoir et du Campo Boario. (it) « La storia del mattatoio e del campo boario » (consulté le 13 avril 2016)